# Лукино (Старожиловский район)
Лукино — деревня в Старожиловском районе Рязанской области. Входит в Мелекшинское сельское поселение

## География
Находится в западной части Рязанской области на расстоянии приблизительно 14 км на восток-юго-восток по прямой от районного центра поселка Старожилово.

## История
В 1859 году здесь (тогда деревня Пронского уезда Рязанской губернии) было учтено 17 дворов, в 1897 году — 34.

## Население
Численность населения: 164 человека (1859 год), 213 (1897), 4 в 2002 году (русские 100 %), 13 в 2010.